# Nyawal
Nyawal – gaun wikas samiti w zachodniej części Nepalu w strefie Gandaki w dystrykcie Manang. Według nepalskiego spisu powszechnego z 2011 roku liczył on 73 gospodarstwa domowe i 274 mieszkańców (123 kobiety i 151 mężczyzn).